# Dicliptera zollingeri
Dicliptera zollingeri är en akantusväxtart som beskrevs av Spencer Le Marchant Moore. Dicliptera zollingeri ingår i släktet Dicliptera och familjen akantusväxter. Inga underarter finns listade i Catalogue of Life.